# College Park Center
Das College Park Center ist eine Mehrzweckhalle in der US-amerikanischen Stadt Arlington im Bundesstaat Texas. Das Center liegt auf dem Campus der University of Texas at Arlington (UTA). Das CPC wird vorwiegend von den NCAA-Basketball- und Volleyballmannschaften der Universität, den UT Arlington Mavericks aus der Sun Belt Conference, genutzt. Der Neubau ersetzte die 1965 eingeweihte Texas Hall mit 2709 Plätzen. 

## Geschichte
Das in Dallas ansässige Architekturbüro HKS, Inc. entwarf die Halle. Der erste Spatenstich erfolgte am 5. März 2010. Im Herbst 2010 spendete die Carrizo Oil & Gas Inc. fünf Millionen US-Dollar für die Errichtung. Es war die größte Einzelspende in der Geschichte der Universität. Rund zwei Jahre später am 1. Februar 2012 konnte die 78 Millionen US-Dollar teure Arena eingeweiht werden. Das CPC liegt im 20 Acre (rund 81.000 m2) großen College Park District in Downtown Arlington. Das Gebäude erfüllt die Vorgaben der LEED-Gold-Klassifizierung für umweltfreundliches, ressourcenschonendes und nachhaltiges Bauen.  
Am 2. November 2015 wurde das neue Frauen-Basketball-Franchise der Dallas Wings (WNBA) im College Park Center präsentiert. Seit der Saison 2016 tragen die Wings ihre Spiele der WNBA im College Park Center aus. Zuvor war das Franchise in Tulsa, Oklahoma, als Tulsa Shock beheimatet. Neben dem Sport finden dort unter anderem auch die Abschlusszeremonie der Universität, Konzerte, Konferenzen und Gemeindeveranstaltungen statt. Für die Sportveranstaltungen mit Spielfeld bietet das Center 7000 Sitzplätze. Zu Konzerten mit Endbühne stehen 6750 Sitzplätze bereit. In der Halle abseits des Hauptspielfeldes stehen zwei Trainingsspielfelder zur Verfügung.
Die Dallas Wings planen, aufgrund des gestiegenen Zuschauerinteresses, 2026 den Umzug in die Kay Bailey Hutchison Convention Center Dallas Memorial Arena mit 10.000 Plätzen. Der Stadtrat von Dallas stimmte einer 15-jährigen Nutzungsvereinbarung über 19 Mio. US-Dollar (rund 17,8 Mio. Euro) zu. Bis zum Umzug soll die Dallas Memorial Arena renoviert werden. Die Genehmigung der WNBA zur Vereinbarung steht noch aus.

## Galerie

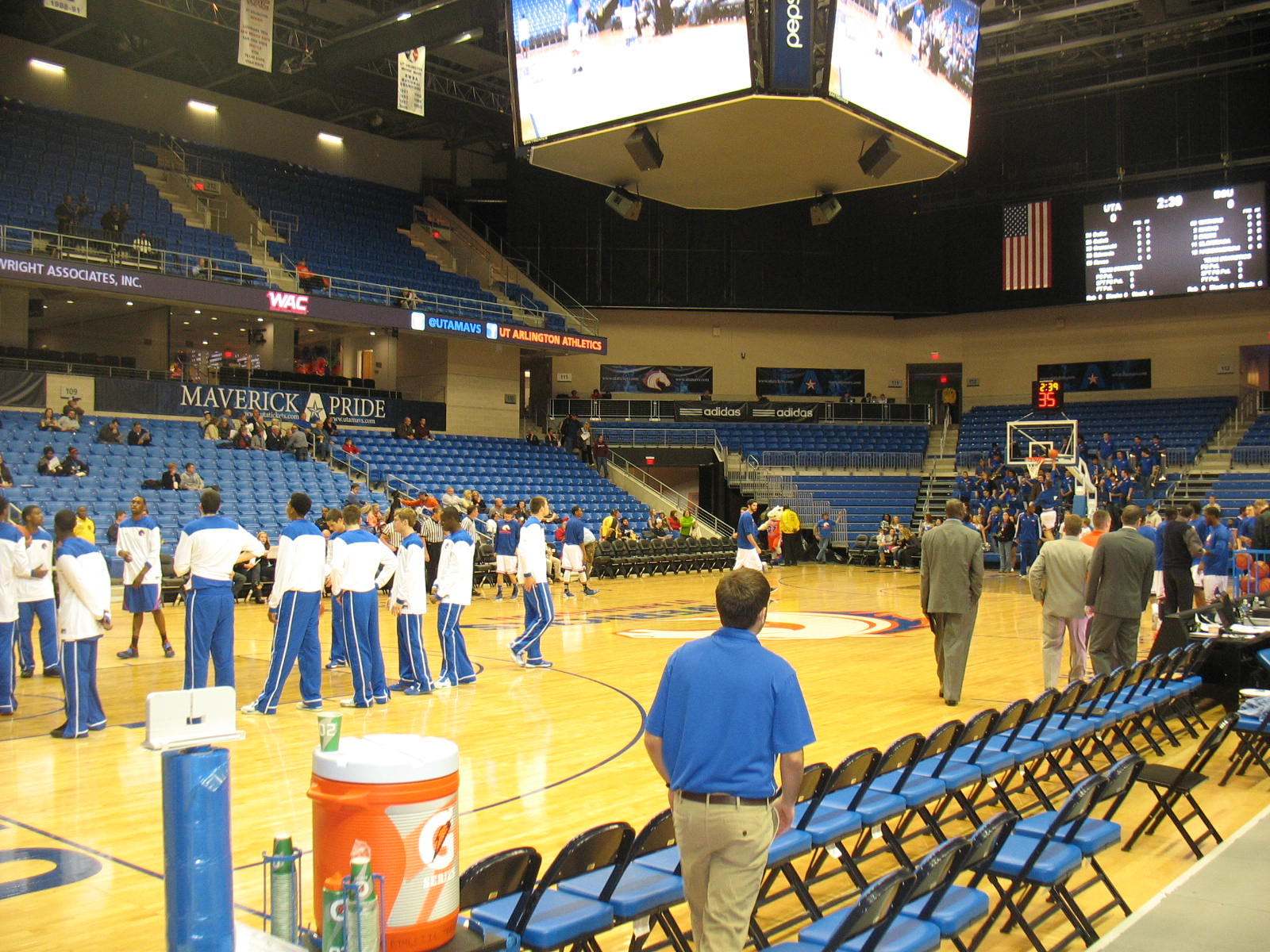
Die Männer-Basketballmannschaft der UTA Mavericks wärmt sich vor einem Spiel auf.
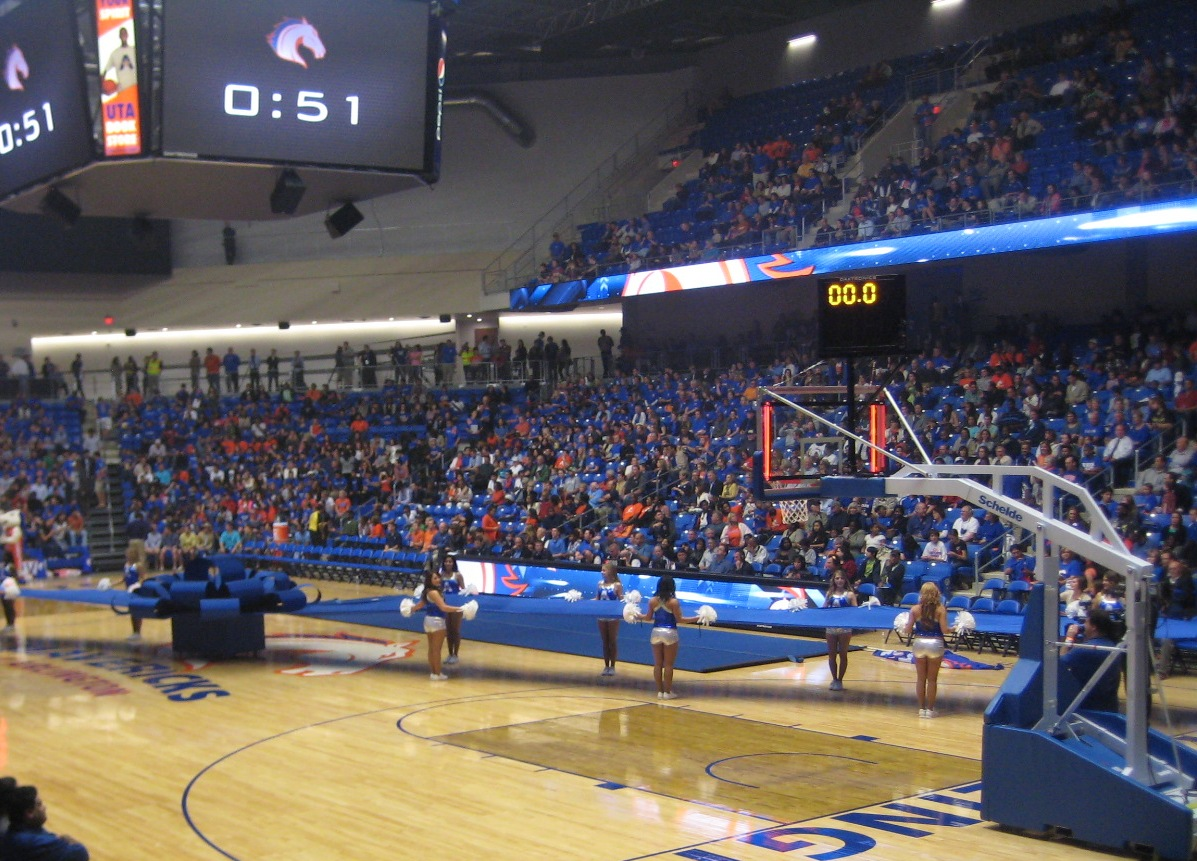
Die Halle am Tag ihrer Eröffnung. Die Einweihungszeremonie zwischen einem Frauen- und Männer-Basketballspiel